# Prežganje
Prežganje – wieś w Słowenii, w gminie miejskiej Lublana. W 2018 roku liczyła 149 mieszkańców. 